# みやぎ県北高速幹線道路

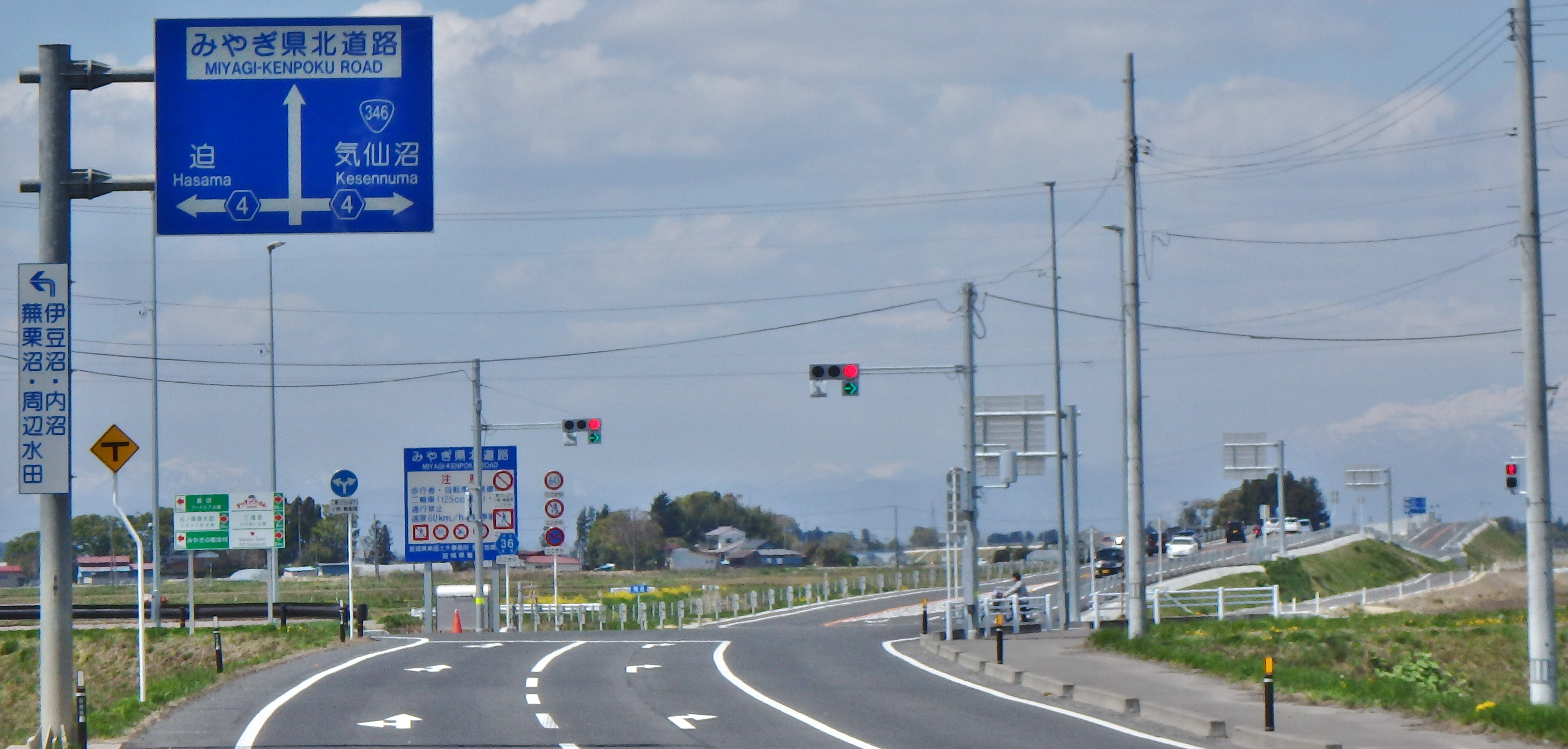
登米IC側からの登米中田交差点

みやぎ県北高速幹線道路（みやぎけんぽくこうそくかんせんどうろ）は、宮城県栗原市の国道4号築館バイパス付近を起点とし同県登米市の三陸自動車道登米インターチェンジ（IC）に至る総延長24キロメートル (km) の地域高規格道路である。主要地方道築館登米線の別線として整備が進められ、2021年（令和3年）に現道活用区間を含めて全線開通した。

## 概要
2011年（平成23年）11月24日、1期区間の宮城県栗原市築館萩沢加倉から同県登米市迫町北方までの8.9 km区間が、第1種第3級の一般道路として当面上り線を利用した暫定2車線で開通した。案内標識は青色タイプが設置されている。
若柳南ICから登米市迫町北方（国道398号）までの1.9 km間が同年6月28日に先行開通していた。当初、先行区間の開通は同年3月17日であったが、東日本大震災の影響で延期されていた。なお、残りの区間である加倉ICから若柳南ICまでの7.0 km間は当初予定通り2011年（平成23年）内の開通に間に合った。
同年11月21日、当道路を東日本大震災の復興支援道路とし、2期区間（中田工区）約4.7 kmが2011年度（平成23年度）第3次補正予算にて事業化された。3期区間（佐沼工区）および4期区間（築館工区）は2013年度（平成25年度）に事業化された。
2期区間が2018年（平成30年）12月25日に、4期区間が2019年（令和元年）6月9日にそれぞれ開通。事業中区間は、3期区間が当初開通予定を2020年度（令和2年度）末としていたが、進捗の遅れから延期され2021年（令和3年）12月17日に開通した。
また、東北道との交点にインターチェンジを設置する検討が進められ、2018年（平成30年）8月10日には国土交通省から連結許可を受けた。2022年（令和4年）3月には工事用道路の建設に着手されたが、運用開始の時期は未定である。

## 事業区間
1期区間
- 起点 : 栗原市築館萩沢
- 終点 : 登米市迫町北方（国道398号）
- 総延長 : 8.9 km
- 車線数 : 暫定2車線/計画4車線
- 規格 : 第1種第3級
- 設計速度 : 80 km/h
- 最高速度 : 暫定70 km/h
- 通行料金 : 無料
- 開通年月日 : 2011年（平成23年）11月24日
  - 若柳南IC - 登米市迫町北方（国道398号）間は2011年（平成23年）6月28日に開通

2期区間（中田工区）
- 起点 : 登米市中田町石森表（国道346号）
- 終点 : 登米市中田町浅水（三陸自動車道 登米IC付近）
- 総延長 : 約4.7 km
- 車線数 : 完成2車線
- 規格 : 第3種第2級
- 設計速度 : 60 km/h
- 開通年月日 : 2018年（平成30年）12月25日[6]

2011年（平成23年）11月21日、登米市中田町石森（国道346号）から登米市中田町浅水（三陸自動車道 登米IC付近）の約4.7 km区間が新規事業化された。なお2期区間終点より登米ICまでの500 m区間は、すでに一般道として整備済みである。
当初の計画では第1種第3級の自動車専用道路であったが、工期短縮・事業費圧縮のため第3種第2級に道路規格の格下げをし、規格上は一般道路に変更した。ただし、本線は盛土構造の完成2車線、両側に側道を設置して歩行者・軽車両を本線から排除し、事実上の自動車専用道路として供用している。
3期区間（佐沼工区）
- 起点 : 登米市迫町北方（国道398号 北方バイパス）
- 終点 : 登米市中田町石森表（国道346号）
- 総延長 : 約3.6 km
- 車線数 : 完成2車線
- 規格 : 第3種第2級
- 設計速度 : 60 km/h
- 開通年月日 : 2021年（令和3年）12月17日

4期区間（築館工区）
- 起点 : 栗原市志波姫南堀ロ（国道4号 築館バイパス）
- 終点 : 栗原市築館萩沢
- 総延長 : 約1.7 km
- 車線数 : 完成2車線
- 規格 : 第3種第2級
- 設計速度 : 60 km/h
- 開通年月日 : 2019年（令和元年）6月9日[7]。

国道398号 北方バイパス
国道398号北方バイパスは2001年（平成13年）7月に一般道として供用された。一部が当道路と重複する区間であるが、新たに専用部を建設するかについては未定である。当面、現道活用になる。

## インターチェンジなど
- 全区間宮城県内に所在。
- 施設名欄の背景色が■である部分は施設が供用されていない、または完成していないことを示す。

| IC 番号                                | 施設名                                 | 接続路線名                                        | 起点から (km)                          | 備考                                   | 所在地 |
| -------------------------------------- | -------------------------------------- | ------------------------------------------------- | -------------------------------------- | -------------------------------------- | ------ |
| -                                      | 国道4号BP交差点                        | 国道4号（築館バイパス）                           | 0.0                                    |                                        | 栗原市 |
| -                                      | 栗原IC                                 | E4 東北自動車道                                   | 0.4                                    | 事業中                                 | 栗原市 |
| -                                      | 築館東IC                               | 県道36号築館登米線                                | 1.7                                    | 登米方面出入口                         | 栗原市 |
| -                                      | 伊豆沼IC                               | 県道268号くりこま高原停車場伊豆沼線               | 4.8                                    |                                        | 栗原市 |
| -                                      | 若柳南IC                               | 県道176号若柳築館線                               | 8.7                                    |                                        | 栗原市 |
| -                                      | 北方交差点                             | 国道398号                                         | 10.6                                   |                                        | 栗原市 |
| 現道活用区間（国道398号 北方バイパス） | 現道活用区間（国道398号 北方バイパス） | 現道活用区間（国道398号 北方バイパス）            | 現道活用区間（国道398号 北方バイパス） | 現道活用区間（国道398号 北方バイパス） | 登米市 |
| -                                      | 佐沼北交差点                           | 国道398号                                         | 15.1                                   |                                        | 登米市 |
| -                                      | 佐沼IC                                 | 国道346号                                         | 18.7                                   |                                        | 登米市 |
| -                                      | 中田IC                                 | 登米北部広域農道（とめそよかぜライン）            | 20.8                                   |                                        | 登米市 |
| -                                      | 登米中田交差点 （宝江IC）              | 県道4号中田栗駒線                                 | 23.4                                   |                                        | 登米市 |
| -                                      | 登米IC                                 | E45 三陸沿岸道路 （桃生登米道路・登米志津川道路） | 23.9                                   | 一般道として供用                       | 登米市 |

### 車線・最高速度
| 区間                            | 車線 上下線=上り線+下り線 | 最高速度 |
| ------------------------------- | ------------------------- | -------- |
| 国道4号BP交差点 - 築館東IC      | 2=1+1                     | 60 km/h  |
| 築館東IC - 北方交差点           | 2=1+1 （暫定2車線）       | 70 km/h  |
| 北方交差点 - 佐沼北交差点       | 2=1+1                     | 60 km/h  |
| 佐沼北交差点 - 佐沼IC           | 2=1+1                     | 60 km/h  |
| 佐沼IC - 登米中田交差点(宝江IC) | 2=1+1                     | 60 km/h  |
| 登米中田交差点(宝江IC) - 登米IC | 2=1+1                     | 60 km/h  |

### 交通量
12時間交通量（台） みやぎ県北高速幹線道路の交通状況
| 区間                       | 令和元（2019）年度 |
| -------------------------- | ------------------ |
| 国道4号BP交差点 - 築館東IC | 2,218              |
| 築館東IC - 伊豆沼IC        | 5,446              |
| 伊豆沼IC - 若柳南IC        | 6,209              |
| 若柳南IC - 北方交差点      | 5,450              |
| 佐沼北交差点 - 佐沼IC      | 調査当時未開通     |
| 佐沼IC - 中田IC            | 5,488              |
| 中田IC - 登米中田交差点    | 5,906              |